# Bob Ctvrtlik
Robert Jan „Bob” Ctvrtlik  (ur. 8 lipca 1963 w Long Beach) – amerykański siatkarz, reprezentant Stanów Zjednoczonych. Dwukrotny medalista olimpijski. Członek amerykańskiej galerii sław siatkarskich – Volleyball Hall of Fame.
Ukończył Pepperdine University. Mierzący 193 cm wzrostu zawodnik znajdował się w składzie mistrzów olimpijskich w Seulu. W 1992 w Barcelonie zdobył brązowy medal. Brał udział w IO 96, pełnił funkcję kapitana zespołu. Był mistrzem świata w 1986. Grał we Włoszech (Mediolanum Milano, Brescia).